# Millville (Pennsylvanie)
Pour les articles homonymes, voir Millville.
Millville est un borough situé au nord-ouest de la partie centrale du comté de Columbia, en Pennsylvanie, aux États-Unis,. En 2010, il comptait une population de 948 habitants. Il est incorporé en 1892.

## Démographie
Lors du recensement de 2010, le borough comptait une population de 948 habitants. Elle est estimée, en 2019, à 926 habitants.

### Source de la traduction
- (en) Cet article est partiellement ou en totalité issu de l’article de Wikipédia en anglais intitulé « Millville, Pennsylvania » (voir la liste des auteurs).